# Dnopherula crassipes
Dnopherula crassipes är en insektsart som beskrevs av Boris Petrovich Uvarov 1921. Dnopherula crassipes ingår i släktet Dnopherula och familjen gräshoppor. Inga underarter finns listade i Catalogue of Life.